# Mukesh Ambani

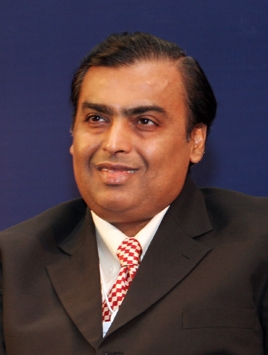
Mukesh Dhirubhai Ambani in 2007

Mukesh Dhirubhai Ambani (Aden, 19 april 1957) is een Indiaas zakenman. Hij is directeur en grootaandeelhouder van het familiebedrijf Reliance Industries, een van de grootste private bedrijven van India.
Ambani is in Jemen geboren. In 1958 verhuisde het gezin naar Mumbai, waar Reliance Commercial Corporation werd opgericht door zijn vader Dhirubhai Ambani. Met een netto waarde van meer dan 75 miljard US dollar is hij een van de rijkste personen van de wereld en de rijkste man van India. Hoewel zijn bedrijfconglomeraat groot werd met natuurlijke energiebronnen, trok hij in 2020 aandacht met een verschuiving van zijn aandacht naar investeringen in internet en technologie.
Mukesh is ook eigenaar van de Mumbai Indians, een team dat uitkomt in de Indian Premier League.
- Gemeinsame Normdatei: 1084216620
- International Standard Name Identifier: 0000 0004 4886 2291
- Library of Congress Control Number: n2005207680
- Virtual International Authority File: 16645365
- WorldCat: E39PBJrmckDQrQxJjCByC7RkDq